# Siège de Nagakubo
Le siège de Nagakubo est une bataille qui a lieu au cours de la période Sengoku du Japon. Elle se déroule en 1543 dans le contexte de la tentative de Takeda Shingen de contrôler la province de Shinano au Japon. 
Il s'empare du château de son ancien allié, Oi Sadataka, qui l'a déserté pour s'allier à Murakami Yoshikiyo. Bien que l'on parle de bataille, il n'y a en fait eu que peu ou pas de victimes. Takeda Harunobu (Shingen) lança un raid sur la ville aux pieds du château avec 600 hommes, chargés de capturer les civils, membres des familles des soldats du seigneur Oi, qui à cause de la rapidité de l'attaque n'avaient pas eu le temps de se réfugier à l'intérieur des murailles. Les troupes du clan Takeda dirent aux civils et aux soldats désarmés de se rassembler sans résister dans le temple bouddhiste de la ville, où leur protection serait assurée. Parmi les prisonniers se trouvaient la mère de Oi Sadataka, sortie du château pour visiter une tombe, et qui n'avait pas eu le temps de se réfugier. Comme Oi Sadataka était connu pour être un homme bon, l'assaillant comptait sur les otages pour négocier la reddition du clan Oi. 
Celui-ci accepta à la seule condition que la vie de son Daimyo soit épargnée. Takeda Harunobu agréa et Oi Sadataka fut envoyé comme prisonnier à Kōfu, où il était hébergé à l'intérieur d'un temple bouddhiste. À l'époque, il y avait de nombreux temples bouddhistes partout dans le Japon, et les samouraïs de haut rang les utilisaient souvent comme lieux d'hébergement lorsqu'ils allaient en campagne. C'est ainsi que le château de Nagakubo a été pris sans la mort d'un seul soldat. Tendance générale de l'époque Sengoku et sous Shingen en particulier, beaucoup de batailles comptaient avant tout sur l'aspect tactique et stratégique plutôt que sur l'affrontement direct, afin d'économiser les vies des samouraïs. 
Pour un prisonnier, le seigneur Oi Sadataka bénéficiait d'une grande liberté et était traité avec les égards dus à son rang. Quoique sous constante surveillance, il pouvait parfois se promener en ville avec une autorisation spéciale. Hélas, Sadataka tenta de s'enfuir, et Harunobu exigea son Seppuku. 

## Source de la traduction
- (en) Cet article est partiellement ou en totalité issu de l’article de Wikipédia en anglais intitulé « Siege of Nagakubo » (voir la liste des auteurs).